# Notre Dame d'Etel
Notre Dame d'Etel (franc. Matka Boska z Etel) – dwumasztowy szkuner. Statek-pułapka marynarki wojennej Wolnej Francji z okresu II wojny światowej. Od kwietnia 1942 do listopada 1943 dowodzony przez kmdr. ppor. Władysława Kosianowskiego na Morzu Śródziemnym w misjach przeciwko okrętom podwodnym i w ochronie konwojów.

## Udział w II wojnie światowej
Dwumasztowy jacht Aesios II został zarekwirowany w Aleksandrii na potrzeby wojenne przez marynarkę Wolnych Francuzów, po czym z inicjatywy kmdr. ppor. W. Kosianowskiego, który przydzielony był jako asystent szefa sztabu odpowiedzialnego za ruch alianckich konwojów w południowo-wschodnim rejonie Morza Śródziemnego, uzbrojony i przerobiony na jacht-pułapkę (Q-Ship). Na decyzję tę wpływ miał niedobór okrętów eskortowych i zatopienie przez U-Boota w kwietniu 1942 alianckiego statku i ochraniającego go eskortowca na podejściu do portu w Bejrucie, czego oficerowie sztabu sił morskich Lewantu byli świadkami. Szkuner wciągnięto na listę okrętów wojennych jako patrolowiec w kwietniu 1942 pod nazwą „Notre Dame d'Etel”. Nosił banderę Wolnej Francji oraz, pod dowództwem kmdr. Kosianowskiego, także polską banderę wojenną. Nowym portem macierzystym jednostki był Bejrut. Zadaniem jednostki miało być zapewnienie eskorty konwojom transportowych statków żaglowych, kursujących pomiędzy portami Lewantu. Od kwietnia 1942 do listopada 1943 roku dowódcą operującego we wschodniej części Morza Śródziemnego statku, którego międzynarodowa załoga składała się z Francuzów, Marokańczyków i Libańczyków, a także Chilijczyków i Boliwijczyków, był kmdr ppor. Władysław Kosianowski, któremu mimo usilnych starań nie udało się uzyskać przydziału w Polskiej Marynarce Wojennej. Występował wówczas jako capitaine de corvette Lorenz, przyjmując następnie fikcyjne nazwisko jako przydomek. Jednostka o wyporności 150 ton była uzbrojona w 1 działo 76 mm, 2 działka 40 mm „pom-pom”, 2 działka 20 mm Hispano-Suiza oraz w karabiny maszynowe Hotchkiss. Uzbrojenie artyleryjskie zamaskowane było pod specjalnymi brezentowymi płachtami, zawieszonymi na stelażu, na których naszyte były worki jutowe wypełnione kapokiem.  Płachty te można było szybko odrzucić podczas alarmu bojowego. Dzięki temu kamuflażowi szkuner wyglądał na załadowany workami z towarem.
Okręt brał udział w licznych patrolach przeciw okrętom podwodnym, osłaniał konwoje, wyróżniając się brawurą i pomysłowością w działaniu, co ma odzwierciedlenie w odznaczeniach nadanych dowódcy przez Francuzów. W czasie służby stoczył walkę z nieprzyjacielskimi samolotami i prawdopodobnie uszkodził 2 U-Booty.
Na pokładzie okrętu doszło do spotkania z gen. de Gaulle'em, który wyraził podziw i szacunek dla załogi, pojawiła się tam też propagatorka ruchu gaullistowskiego, Josephine Baker. 27 czerwca 1943 komandor Kosianowski spotkał się w Bejrucie z gen. Sikorskim, który przyjął zaproszenie na pokład okrętu. Wizytę zniweczył nagły rozkaz natychmiastowego wyjścia w morze dla eskorty konwoju idącego z Cypru i okazja ugoszczenia generała bezpowrotnie przepadła – Naczelny Dowódca kilka dni później zginął w Gibraltarze.
Skuteczność statku-pułapki, w niekonwencjonalny sposób dowodzonej przez Kosianowskiego przekonała do jego osoby Kierownictwo Marynarki Wojennej i od początku 1944 roku został on przywrócony do służby w Polskiej Marynarce Wojennej, jednak pełnił obowiązki na stanowiskach administracyjnych. 3 maja 1945 roku awansował do stopnia komandora porucznika.
Źródła historyczne nie wspominają o żadnej innej tego typu jednostce dowodzonej przez Polaka.